# Craig Dolby
Craig Dolby (ur. 31 marca 1988 roku w Melton Mowbray) – brytyjski kierowca wyścigowy.

## Kariera
Dolby rozpoczął karierę w jednomiejscowych samochodach wyścigowych w wieku 15 lat w 2003 roku od startów w Belgijskiej Formule Renault 1.6, gdzie sześciokrotnie stawał na podium, w tym czterokrotnie na jego najwyższym stopniu. Ukończył sezon na czwartej pozycji w klasyfikacji generalnej. Trzy lata później został mistrzem tej serii. W późniejszych latach Brytyjczyk pojawiał się także w stawce edycji zimowej Brytyjskiej Formuły Renault, Brytyjskiej Formuły Renault, Włoskiej Formuły Renault, Francuskiej Formuły Renault, Superleague Formula, British GT Championship, FIA World Endurance Championship, International GT Open, Stock Car Brasil oraz Formuły Acceleration 1.